# 红台站
红台站位于新疆维吾尔自治区哈密市，建于1960年，是兰新铁路的一个车站。距离兰州站1537公里，距上行车站大步站25公里，距下行车站小草湖站12公里。该站隶属乌鲁木齐铁路局。

## 业务范围
- 客运：办理旅客乘降；不办理行李、包裹托运;
- 货运：仅办理整车路用货物发到